# Miriam Higareda
Miriam Higareda (Mexikóváros, 1984. augusztus 24. –) mexikói színésznő.

## Élete és pályafutása
1984. augusztus 24-én született Mexikóban. Édesapja, José Luis Higareda festőművész, édesanyja, Martha Cervantes színésznő. Egy évvel idősebb nővére, Martha szintén színésznő.
Miriam kommunikációs szakon végzett Monterrey-ben.
2007-ben szerepet kapott a Se busca un hombre című telenovellában, amelyben Dianát alakította. Ezt követően minden évben kapott szerepajánlatot. 2008-ban a Cambio de Vidában, 2009-ben a Mujer Compradában és a Te presento a Laurában szerepelt. 2011-ben együtt játszott nővérével a Malaventura című filmben. Még ebben az évben megkapta Elena Mendoza szerepét A császárnő című telenovellában.

## Filmográfia

### Telenovellák, tévésorozatok
- Vivir a destiempo (2013) ... Berenice Delgado
- A császárnő (2011)... Elena Mendoza del Real
- Mujer comprada (2009) ... Francisca Valdez
- Cambio de vida (2008)
- Se busca un hombre (2007) ... Diana

### Filmek
- Malaventura (2011) ... Alejandra
- Te presento a Laura (2009)

## Színház
- Violinista en el Tejado (2011)... Chava
- El diario de Ana Frank (2009)... Ana Frank